# Emir Özden
Emir Özden (* 21. Oktober 1996 in Istanbul) ist ein türkischer Schauspieler.

## Biografie
Emir Özden wurde am 21. Oktober 1996 in Istanbul geboren. Er besuchte das Adıgüzel Güzel Sanatlar Lisesi. Danach studierte er an der Kadir Has Üniversitesi. Sein Debüt gab er 2012 in der Fernsehserie Bir Zamanlar Osmanlı. Anschließend war er 2013 in der Serie Böyle Bitmesin zu sehen. Unter anderem setzte er 2014 seine Karriere in Not Defteri fort. Außerdem spielte er 2016 in Umuda Kelepçe Vurulmaz mit.
Von 2020 bis 2022 wurde er für die Serie Masumlar Apartmanı gecastet. Seine erste Hauptrolle bekam Özden in dem Film Bilmemek ("Not Knowing"). Seit 2022 spielt er in Yargı eine Nebenrolle.

## Filmografie
Filme
- 2020: Bilmemek (Not Knowing)

Serien
- 2012: Bir Zamanlar Osmanlı
- 2013: Böyle Bitmesin
- 2014: Not Defteri
- 2015: Poyraz Karayel
- 2016: Umuda Kelepçe Vurulmaz
- 2017: Kanatsız Kuşlar
- 2020–2022: Masumlar Apartmanı
- seit 2022: Yargı